# Decarloa
Decarloa is een geslacht van wantsen uit de familie van de Naucoridae (Zwemwantsen). Het geslacht werd voor het eerst wetenschappelijk beschreven door La Rivers in 1969.

## Soorten
Het genus bevat de volgende soort:

- Decarloa darlingtoni La Rivers, 1969